# Piana (rzeka)
Piana (niem. Peene) – rzeka w Niemczech na Pomorzu Przednim (Meklemburgia-Pomorze Przednie).
Źródła rzeki leżą w północno-wschodniej części Pojezierza Meklemburskiego (314.2-3), ok. 25 km na zachód od miasta Demmin i ok. 16 km na północny zachód od Kummerower See na wysokości ok. 28 m n.p.m. Po przepłynięciu kilkunastu kilometrów na południe, a następnie na wschód, rzeka (na tym odcinku zwana również Westpeene – dosł. Piana Zachodnia) w pobliżu miejscowości Neukalen wpada do Kummerower See, które zasilane jest również od strony południowej przez Ostpeene (dosł. Piana Wschodnia). Już jako Piana wypływa z północnego krańca Kummerower See płynąc na północny wschód w kierunku Demmin, na przedmieściach którego zasilana jest przez dwa swoje największe dopływy – najpierw prawy Tollense, a następnie lewy Trebel. Po minięciu Demmin rzeka zmienia kierunek na wschodni i po ok. 55 km, przepływając po drodze przez Anklam, ok. 7 km na wschód od centrum tego miasta, wpada do rozpoczynającej się w tym miejscu cieśniny Zalewu Szczecińskiego – Piany (niem. Peenestrom), vis-à-vis południowo-zachodniego cypla wyspy Uznam.
Dawniej wzdłuż rzeki zamieszkiwały słowiańskie plemiona Związku wieleckiego (Lucice) – od wschodu Redarowie i Dołężanie oraz Chyżanie i Czrezpienianie od zachodu.

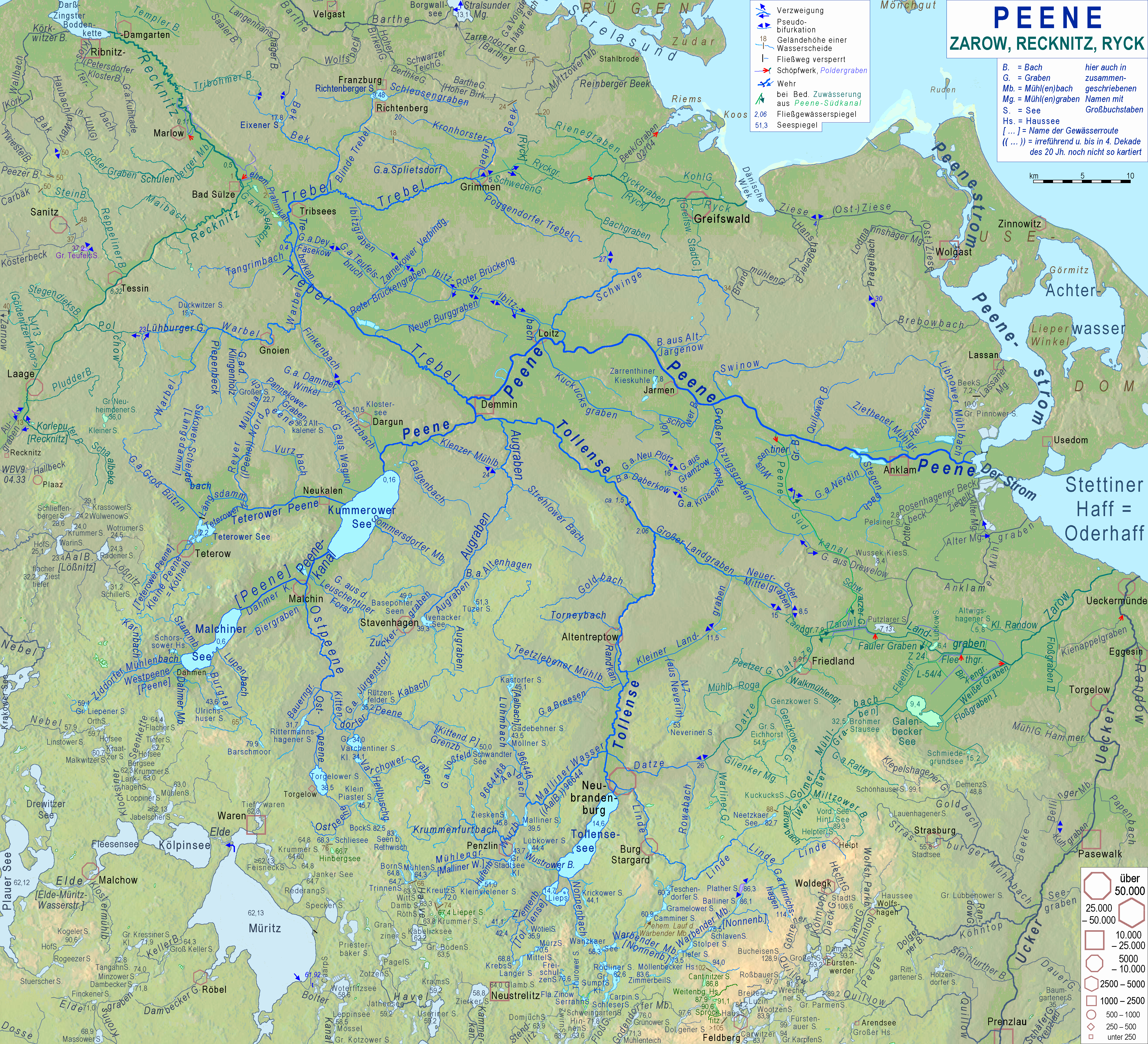
Sieć rzeczna Piany

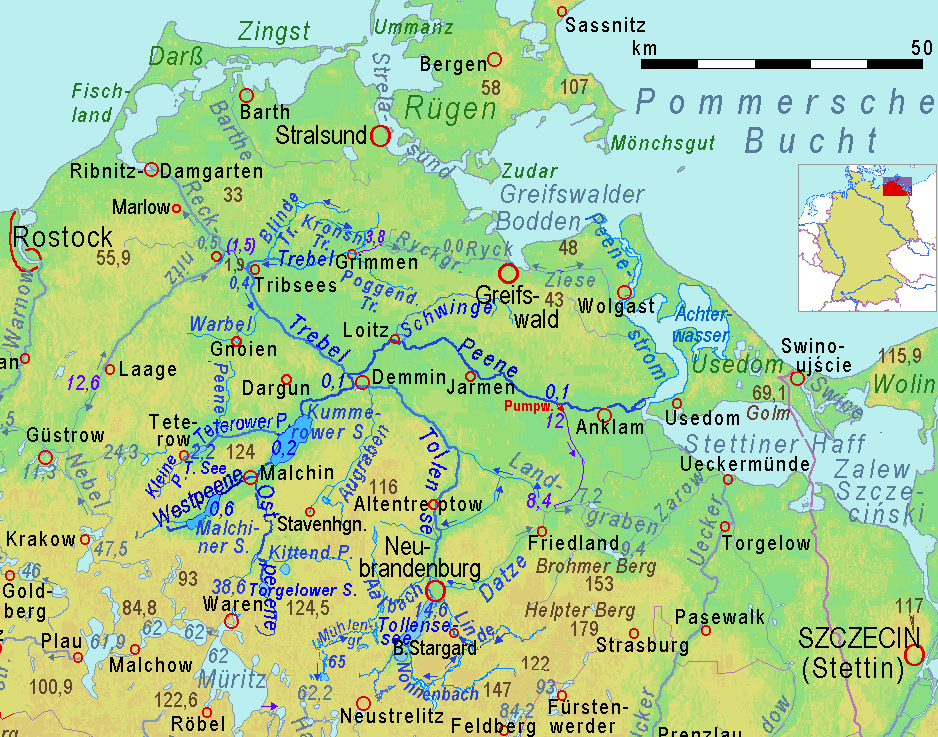
Rzeka Piana, swoje dopływy a cieśnina Piana

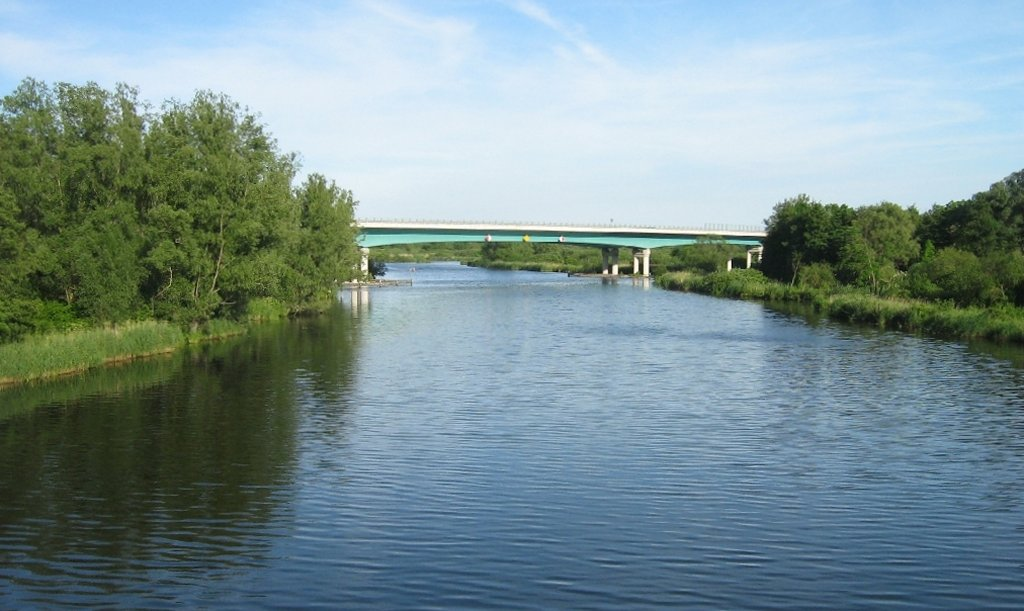
Most autostrady A20 nad rzeką